# Faedo Valtellino
Faedo Valtellino – miejscowość i gmina we Włoszech, w regionie Lombardia, w prowincji Sondrio.
Według danych na rok 2004 gminę zamieszkiwało 539 osób, 134,8 os./km².